# Partito Socialdemocratico del Kosovo
Il Partito Socialdemocratico del Kosovo (Partia Social Demokrate, PSD) è un partito politico di centro-sinistra, della Repubblica del Kosovo.

## Storia
Il partito fu fondato 10 febbraio 1990 e fu il secondo partito politico del nuovo Kosovo multipartitico. Attuale leader del partito è Agim Çeku. Il PSD è rappresentato in parlamento da due deputati: Fllanza Hoxha e Asllan Pushka.